# هرمن هازبند
هرمن هازبند (Herman Husband) (زادهٔ ۱۷۲۴- درگذشتهٔ ۱۷۹۵)، که به هارمون هازبند (Harmon Husband) هم شناخته می‌شد، کشاورز، سیاستمدار رادیکال، رساله‌نویس، مؤلف و یک واعظ بود. او بیشتر به عنوان رهبر تنظیم‌کننده‌ها، شورشی پوپولیست در کارولینا در سال‌های منتهی به جنگ انقلابی آمریکا، شناخته می‌شود. او در ۳ دسامبر ۱۷۲۴ در شهرستان سیسیل، مریلند از ویلیام هازبند و مری کینکی یا کانکی به‌دنیا آمد. او به احتمال، به نام پدربزرگ مادری خود، هرمن کانکی، نامیده شده‌است (۱۶۸۰–۱۷۳۲). هرمن به عنوان یک انگلیکان بزرگ شد اما بعدها از اعتقاد خود دلسرد شد. او یکی از افراد متعددی بود که پس از شنیدن موعظه جورج وایت فیلد تحت الهام بیداری شگرف، در ابتدا «نیو لایت» پرسبیترین و سپس کوئیکر شد. هازبند دو مرتبه برای مجلس کارولینای شمالی انتخاب شد اما در طول دوره دوم، اخراج شد.

## ارتباط با بنجامین فرانکلین
هازبند با نقل مکان به لاوز کریک، جاییکه اکنون شهر سیلر، کارولینای شمالی نامیده می‌شود و بعدها به سندی کریک، شهرستان راندولف کنونی در ۱۷۵۰، خودش را به عنوان کشاورز و رهبر مذهبی تثبیت کرد. بعدها از او خواسته شد که کواکر میتینگ را ترک کند، او اینکار را انجام داد اما به پیروی از بسیاری از اصول آن‌ها از جمله صلح‌طلبی مطلق ادامه داد. از نظر فلسفی، او معتقد به خرد بنجامین فرانکلین بود. هازبند و فرانکلین مکاتباتی را از طریق جان ویلکاکس، تاجر کراس کریک، فایتویل امروزی، کارولینای شمالی که سالی دو بار برای خرید کالا به فیلادلفیا، پنسیلوانیا می‌رفت، انجام می‌دادند. جان ویلکاکس، پسر توماس ویلکاکس بود که کارخانهٔ کاغذسازیش در شهر کنکورد، شهرستان دلاور، پنسیلوانیا کاغذهایی را تولید می‌کرد که برای انتشار مورد استفاده بنجامین فرانکلین قرار می‌گرفت. از این رو هازبند رساله‌های سیاسی با ماهیت میهن‌پرستانه دریافت می‌کرد که آن‌ها را تجدید چاپ و در میان هموطنان خود پخش می‌کرد.

## تنظیم‌کننده شورش
در دهه ۱۷۶۰ او در برابر اعمال فاسد مقامات دولتی غارتگر که عمدتاً وکلا و قضات بودند، مقاومت می‌کرد. او به مجلس مستعمره راه یافت و علیه سوءاستفاده‌های دولتی، آشکارا صحبت کرد. داستان او یادآور داستان جان ویلکس است. او به خاطر صحبت‌هایش زندانی شد و توسط گروه متعصبی از کشاورزان جنگلی مسلح که برای آزادی او آمده بودند، آزاد شد. مخالفان شروع به نامیدن خود به نام «تنظیم‌کننده‌ها» کردند، زیرا می‌خواستند وضعیت دولت را درست کنند؛ یعنی آنان را مجبور به پیروی از قوانین کنند؛ بنابراین جنبشی به نام شورش تنظیم‌کننده‌ها نام‌گذاری شد. اقدام مخالفان برای جلوگیری از بدترین تخلفات دادگاه‌ها انجام شد.
هازبند هیچوقت قبول نمی‌کرد که یک تنظیم‌کننده است و به عنوان یک صلح‌طلب تمایلی به شرکت در اقدامات خشونت‌آمیز یا تهدیدکننده نداشت. اما او سخنران و نماد مقاومت بود. او تراکت‌های چاپ شدهٔ متعددی داشت که شناخته شده‌ترین آن‌ها «خودت را به عنوان یک آزاده نشان بده» (۱۷۶۹) «رابطهٔ بی‌طرفانهٔ اولیه وعامل تغییرات اخیر در امور عمومی» (۱۷۷۰) و «یک تفریح برای فنینگ و یک سنگ برای تریون» (۱۷۷۱) بود. هازبند در ۱۷۷۰ از مجلس قانون‌گذاری استان اخراج شد، در ظاهر به دلیل افترا، اما به احتمال زیاد دلیل آن ارتباط او با تنظیم‌کننده‌ها بود.
هازبند زمانی که افسران شهرستان روآن، کارولینای شمالی موافقت کردند که از طریق یک کمیتهٔ داوری، اختلاف در میان خود و تنظیم‌کننده‌ها را حل کنند، به عنوان عضو کمیته انتخاب شد و در آنجا خدمت کرد.
هازبند، تنظیم‌کننده‌ها را در صبح نبرد آلامانس (۱۶ می ۱۷۷۱)، همراهی کرد و به دنبال ایجاد عدالت بود. با محقق نشدن این امر، او سوار بر اسبش از آنجا دور شد. اصول کواکر او حکم می‌کرد که از از شرکت در مبارزه، اجتناب کند.
یک شاخ کوچک (شاخی که در آن باروت نگه می‌داشتند) که توسط پسرعموی هازبند، هارمن کاکس که در نبرد آلامانس مورد استفاده قرار گرفته بود و بعدها توسط هازبند که به شهرستان سامرست، پنسیلوانیا فرار می‌کرد، حمل می‌شد، توسط یکی از نوادگانش، نیک شیدی در ۲۰۰۸ به بخش تاریخی ایالت کارولینای شمالی اهدا شد.
پس از سرکوب «شورش» در نبرد آلامانس، هازبند با نام «تواسکیپ دس» که بعدها آن را به «کواکر پیر» تغییر داد، به مریلند فرار کرد. او تنها پس از انقلاب آمریکا نام اصلی خود را آشکارا اعلام کرد.
هازبند به سفرهای فیزیکی و متافیزیکی خود ادامه داد و در نهایت در منطقه‌ای به نام «گلدز» واقع در شهرستان بدفور که خود بعدها بخشی از شهرستان سامرست در پنسیلوانیای غربی شد، ساکن شد و واعظ هزاره و همچنین اصلاح‌طلب سیاسی شد. او خواستار مالیات تدریجی، پول کاغذی و به عنوان حامی و طرفدار مشارکت بیشتر مردم عادی در حکومت و همچنین مذهب، خواستار دموکراسی بیشتر شد. او در ۱۷۸۲ رساله‌ای را با عنوان «پیشنهاد اصلاح و تکمیل سیاست دولت ایالت متحده آمریکا» جاییکه او دربارهٔ قانون‌گذاری به نفع نواحی کوچک‌تر و برای هر شهرستان به منظور به حداکثر رساندن نفوذ رأی‌دهندگان، گفتگو می‌کرد، منتشر کرد. هازبند در اولین دوره انتخابات فدرال در ۱۷۸۸ دربارهٔ انتخاب نمایندگان کنکره در مناطق، به جای روش انتخاب در سراسر استان که متداول بود، بحث و گفتگو کرد.

## شورش ویسکی
ماهیت صریح و شهرت او به رادیکالیسم او را به شورش ویسکی (۱۷۹۴) کشاند، جاییکه او به عنوان نماینده در نشست پارکیسون فری و رداستون در تلاش برای تعدیل مقاومت خشونت‌آمیز برای مالیات غیر مستقیم که توسط وزیر خزانه‌داری الکساندر همیلتون حمایت می‌شد، خدمت می‌کرد. او همچنین با یک قطب آزادی در برونرستون (سامرست کنونی، پنسیلوانیا) در میدان شهر که آراسته به پرچمی با شعار «آزادی و نه به مالیات» بود، مرتبط بود.
زمانی که نیروهای فدرال، بر فراز کوه‌هایی آلگنی، در ظاهر برای سرکوب شورش راهپیمایی کردند، نه تنها آشوبگری پیدا نکردند، بلکه با کمبود مواد غذایی مواجه شدند که آنان را به دزدی از کشاورزان محلی سوق داد که سبب شد به لقب شرم‌آور «ارتش هندوانه» نام بگیرند. نیروهای فدرال مظنونین را که هازبند نیز جزء آنان بود و به‌طور ویژه به دنبال او بودند، دستگیر کردند. بازداشت شدگان در شرایط بسیار اسفباری نگهداری و سپس برای محاکمه به شرق بازگردانده شدند. هازبند محاکمه و به اعدام محکوم شد. دوستانش با وساطت، ضامن آزادی او شدند.

## وفات
هرمن هازبند پس از سپری کردن شش ماه در زندان، در سن ۷۰ سالگی، حوالی ۱۹ ژوئن ۱۷۹۵ در یک می‌خانه در بدفورد، نزدیک فیلادلفیا که در مسیر خانه‌اش بود، فوت کرد. وضعیت جسمانی او در طول دوره‌ای که در زندان بود، رو به وخامت رفته بود. محل دفن او در گورستان هازبند، شهرک سامرست، پنسیلوانیا واقع شده‌است.

## ارجاعات
1. ↑  Annual Report of the American Historical Association For The Year 1894, Washington, D.C., Government Printing Office, 1895, pp. 155-157.
2. ↑  "Sandy Creek Baptist Association". Archived from the original on 26 November 2013. Retrieved 27 October 2013.
3. ↑  "North Carolina Historical Marker Program, Herman Husband". Archived from the original on 9 اكتبر 2022. Retrieved May 9, 2019. {{cite web}}: Check date values in: |archive-date= (help)
4. ↑  "Husband's Mill Randolph County". Retrieved 27 October 2013.
5. ↑  "Sandy Creek Husband's Mill". Retrieved 27 October 2013.
6. ↑  George Willcox 1988. John Willcox 1728-1793 of Chester County, Pennsylvania, Cumberland County, North Carolina and Chatham County, North Carolina. Historical Research Company. page 27.
7. ↑  George Willcox 1988. John Willcox 1728-1793 of Chester County, Pennsylvania, Cumberland County, North Carolina, and Chatham County, North Carolina. Historical Research Company. pages 1-2.
8. ↑  expelled
9. ↑  libel
10. ↑  Jones, Mark H. (1988). "Herman Husband". NCPedia. Retrieved May 9, 2019.
11. ↑  https://archives.post-gazette.com/clip/63100337/toscape-death/